# Лејк Парк (Северна Каролина)
Лејк Парк (енгл. Lake Park) град је у америчкој савезној држави Северна Каролина.

## Демографија
По попису из 2010. године број становника је 3.422, што је 1.329 (63,5%) становника више него 2000. године.
| Група             | 2000.         | 2010.         |
| Белци             | 1.865 (89,1%) | 2.860 (83,6%) |
| Афроамериканци    | 108 (5,2%)    | 239 (7,0%)    |
| Азијати           | 29 (1,4%)     | 65 (1,9%)     |
| Хиспаноамериканци | 52 (2,5%)     | 177 (5,2%)    |
| Укупно            | 2.093         | 3.422         |